# ライマリ・ナダル
ライマリ・ナダル・トーレス（Lymari Nadal Torres、1978年2月11日 - ）は、プエルトリコの女優。
1978年プエルトリコポンセ生まれ。

## 主な出演作品
- アメリカン・ギャングスター:エヴァ (2007)
- アメリカ(America):アメリカ (2011)